# Lathys annulata
Lathys annulata är en spindelart som beskrevs av Friedrich Wilhelm Bösenberg och Embrik Strand 1906. Lathys annulata ingår i släktet Lathys och familjen kardarspindlar. Inga underarter finns listade i Catalogue of Life.